# Ciprian
Ciprian ist als eine rumänische Form von Cyprianus ein rumänischer männlicher Vorname.

## Namensträger
- Ciprian Deac (* 1986), rumänischer Fußballspieler
- Ciprian Demeter (* um 1976), rumänischer Mathematiker und Hochschullehrer
- Ciprian Foias (1933–2020), rumänisch-US-amerikanischer Mathematiker
- Ciprian George Fora (* 1978), rumänischer Agrar- und Forstwissenschaftler
- Ciprian Manolescu (* 1978), rumänischer Mathematiker
- Ciprian Marica (* 1985), rumänischer Fußballspieler
- Ciprian Milea (* 1984), rumänischer Fußballspieler
- Ciprian Petre (* 1980), rumänischer Fußballspieler
- Ciprian Porumbescu (1853–1883), rumänischer Komponist
- Ciprian Straut (* 1982), rumänischer Badmintonspieler
- Ciprian Tănasă (* 1981), rumänischer Fußballspieler
- Claudiu Ciprian Tănăsescu (* 1965), rumänischer Politiker
- Ciprian Tapu (* 1991), rumänischer Eishockeyspieler
- Ciprian Tătărușanu (* 1986), rumänischer Fußballspieler